# Annie Cruz
Allie Haze (ur. 6 listopada 1984 w Stockton) – amerykańska aktorka pornograficzna pochodzenia filipińskiego i hiszpańskiego.

## Życiorys

### Wczesne lata
Urodziła się w Stockton w stanie Kalifornia w filipińskiej rodzinie  pochodzenia hiszpańskiego i szkockiego jako najstarsze dziecko. Wychowana jako katoliczka, uczęszczała do chrześcijańskiej szkoły Brookside Christian High School w Stockton, gdzie była cheerleaderką. Potem przeprowadziła się do San Rafael, gdzie studiowała na wydziale dziennikarstwa w Dominican University of California. Na drugim roku studiów, przeniosła się na San Francisco State University, ale nie obroniła dyplomu. Zamiast tego zaczęła występować w filmach pornograficznych.

### Kariera
W 2003, w wieku 19 lat, skontaktowała się z producentem amatorskich filmów porno AsianDivaGirls i wkrótce po tym nakręciła swoje pierwsze sceny seksu dla BangBus pod pseudonimem Kyra. Rok później, w 2004 roku przeniosła się do Los Angeles i wystąpiła w scenach seksu grupowego.
Kilkakrotnie gościła w programie radiowym The Howard Stern Show prowadzonym przez Howarda Sterna, a także lesbijskim programie randkowym MTV Next. W latach 2004–2006 była gospodarzem własnego programu radiowego na KSexRadio.com. Pojawiła się też w Women's Extreme Wrestling, filmie dokumentalnym Spornifikowani (The Price of Pleasure: Pornography, Sexuality & Relationships, 2008) oraz w komediach: Teed Too (National Lampoon's Teed Off Too, 2006) i Wyjątkowe urodziny (Barely Legal, 2011) jako uczestniczka imprezy.
W 2009 otrzymała dwie nagrody AVN Award za najbardziej obsceniczną scenę seksu w Night of the Giving Head (2008) i najlepszą rolę zagraniczną jako April Porter – Zielony Diament w Private Blockbusters 1: Jason Colt, Mystery of the Sexy Diamonds (2008). W latach 2005–2017 pracowała dla Kink.com w scenach sadomasochistycznych, takimi jak uległość, głębokie gardło, rimming, kobieca ejakulacja, fisting analny i pochwowy, pegging, gang bang, bukkake, plucie i bicie. Były to serie Public Disgrace, Bound Gang Bangs, Men in Pain, Sex and Submission, Divine Bitches, Fucking Machines, Everything Butt, Whipped Ass i Wired Pussy z Jamesem Deenem, Markiem Davisem, Wolfem Hudsonem, Mr. Pete, Marco Banderasem, Johnem Strongiem, Marko Woodem, Bobbym Bendsem, Mickeyem Modem, Dietrichem Cyrusem, Otto Bauerem, Owenem Grayem, Sandrą Romain, Triną Michaels, Arianą Jollee, Annette Schwarz, Adrianną Nicole, Amber Rayne, Ariel X, Leą Lexis, Lorelei Lee, Bobbi Star, Moną Wales, Isis Love, Claire Dames, Harmony Rose, Claire Adams, Satine Phoenix, Dragon Lilly, Maitresse Madeline i Princess Donną.

### Życie prywatne
Cruz jest weganką. W 2004 spotkała urodzonego w Belgii aktora pornograficznego Jacka Lawrence'a, którego poślubiła w 9 stycznia 2005 w Adult Entertainment Expo w Las Vegas. Rozwiedli się dwa lata później z powodu „różnic”. Wyznała, że jest biseksualna. W latach 2004–2006 była związana ze Steve'em Crestem. W maju 2006 spotykała się z J.D. Harmeyerem.

## Nagrody i nominacje
| Rok  | Nagroda         | Kategoria                                    | Film                                                              | Inni wykonawcy | Rezultat  |
| ---- | --------------- | -------------------------------------------- | ----------------------------------------------------------------- | --- | --------- |
| 2007 | AVN Award       | Najcenniejsza Gwiazdka                       | –                                                                 | – | Nominacja |
| 2007 | AVN Award       | Najlepsza scena seksu grupowego – wideo      | Corruption (2006)                                                 | Lexi Bardot, Seth Dickens, Kylie Ireland, Jerry, Ariana Jollee, Tyler Knight, Sandra Romain, Rick Masters, Derrick Pierce, Jordan Styles i Vixen                                                                         | Nominacja |
| 2007 | F.A.M.E. Awards | Finalista: Najbrudniejsza dziewczyna w porno | –                                                                 | – | Nominacja |
| 2008 | Adam Film Award | Tryskająca królowa roku                      | –                                                                 | – | Wygrana   |
| 2009 | AVN Award       | Najbardziej obsceniczna scena seksu          | Night of the Giving Head (2008)                                   | Christian, Nikki Rhodes, Emma Cummings, Rebecca Lane, Kiwi Ling, Rucca Page, Caroline Pierce i Kaci Starr | Wygrana   |
| 2012 | AVN Award       | Najlepsza scena seksu grupowego              | The Rocki Whore Picture Show: A Hardcore Parody (Wicked Pictures) | Alektra Blue, Jessica Drake, Kaylani Lei, Brandy Aniston, Nikki Daniels, Lucky Starr, Puma Swede, Kirsten Price, Randy Spears, Tommy Gunn, Marcus London, Ron Jeremy, Jack Vegas, Dick Chibbles, Rocco Reed i Mac Turner | Nominacja |
| 2012 | XBIZ Award      | Powrót roku                                  | –                                                                 | – | Nominacja |
| 2012 | XRCO Award      | Powrót roku                                  | –                                                                 | – | Nominacja |
| 2022 | Urban X Award   | Aleja sław Urban X Hall of Fame              | –                                                                 | – | Wygrana   |